# Wilczomlecz rozesłany
Wilczomlecz rozesłany (Euphorbia humifusa Willd.) – gatunek z rodziny wilczomleczowatych. Pochodzi ze strefy umiarkowanej Azji, gdzie rośnie od Japonii na wschodzie, poprzez Chiny, Syberię, Azję Środkową po Azję Mniejszą i Kaukaz, oraz z południowo-wschodniej Europy (Ukraina i wschodnia oraz południowa europejska część Rosji). Jako introdukowany rośnie w Europie Środkowej i Południowej. W Polsce znany z pojedynczych stanowisk, w tym jako chwast w ogrodach botanicznych. 

## Morfologia

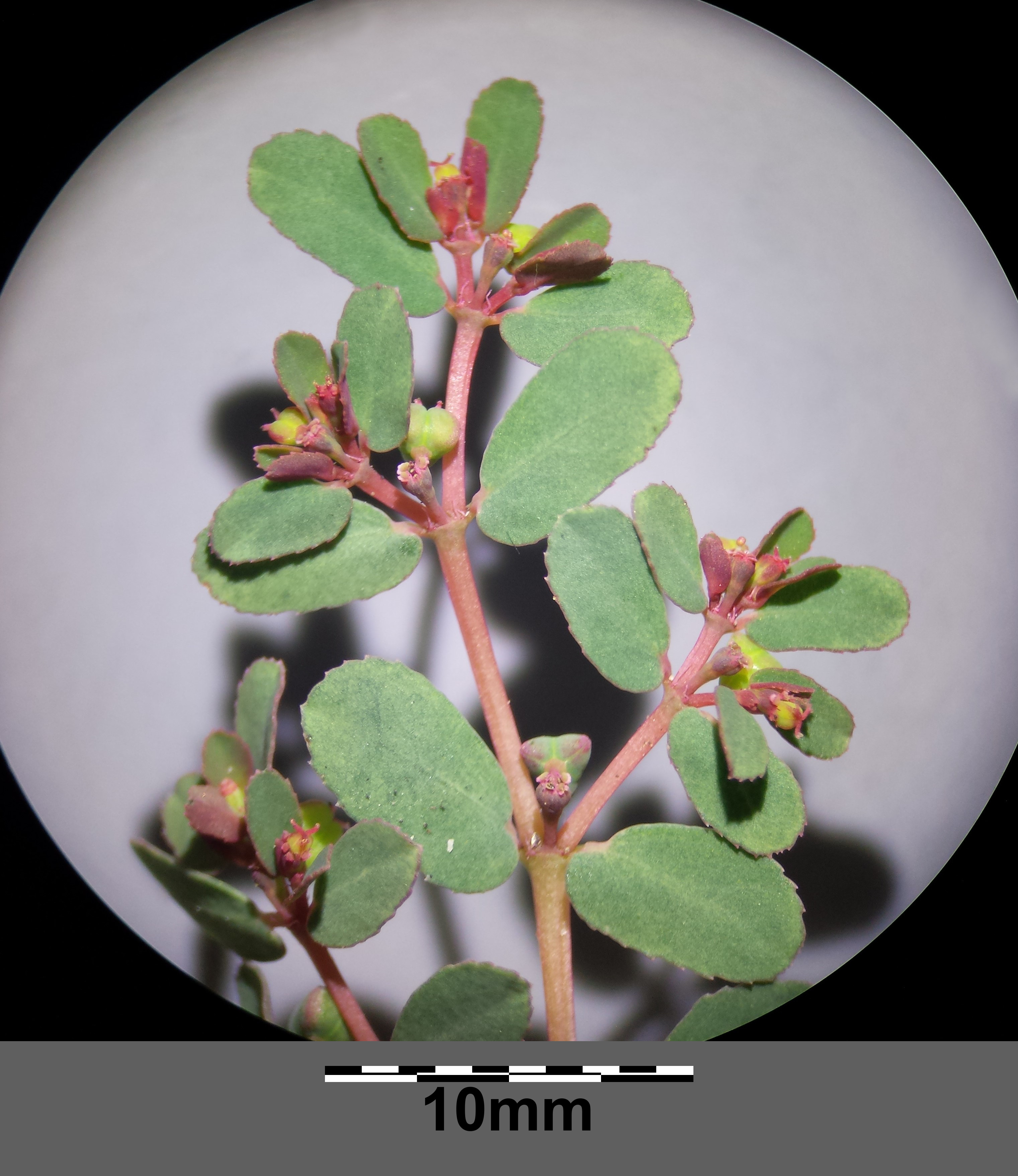
Fragment pędu

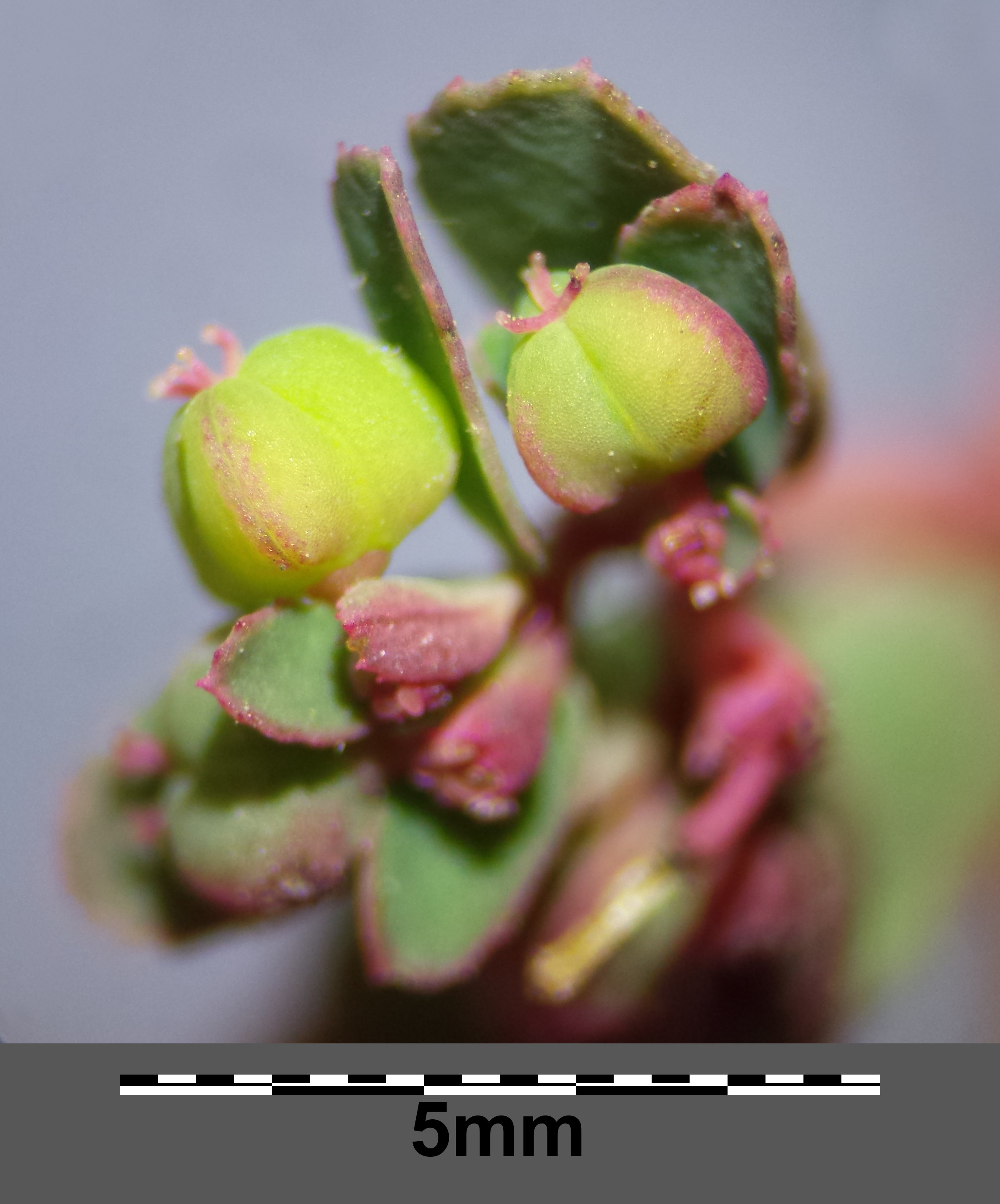
Owoce

PokrójRoślina jednoroczna o pędzie ścielącym się, rozgałęziającym się od nasady na 4–6 rozgałęzień rozwidlających się raz lub dwa razy. Pędy są nagie i osiągają zwykle do kilkunastu cm długości.
LiścieNaprzeciwległe, osadzone na krótkich ogonkach liściowych. U nasady z rzęskowatymi przylistkami. Blaszki jajowate, o długości do 8 mm. Na wierzchołku tępe, w górnej części odlegle i drobno piłkowane na brzegu, o nasadzie asymetrycznej. Z obu stron nagie.
KwiatyZebrane w cyjacja wyrastające w kątach liści. Gruczołki miodnikowe poprzecznie jajowate.
OwoceJajowata, naga torebka, do 2 mm długości. Nasiona jajowate, gładkie i punktowane, brunatne z szarym nalotem, o długości do 1–1,2 mm.
Gatunki podobneInne płożące gatunki z podrodzaju Chamaesyce. W Europie Środkowej występuje z tej grupy wilczomlecz plamisty E. maculata różniący się owłosionymi liśćmi, łodygami i owocami. Jego nasiona są poprzecznie rowkowane.